# Nicandro Breeveld
Nicandro Breeveld (Paramaribo, 7 ottobre 1986) è un ex calciatore surinamese, di ruolo centrocampista.

## Palmarès

### Club
- Coppa di Lega rumena: 1

Steaua Bucarest: 2014-2015
- Campionato rumeno: 1

Steaua Bucarest: 2014-2015
- Coppa di Romania: 1

Steaua Bucarest: 2014-2015